# 續日本後紀
《續日本後紀》全20卷，藤原良房、春澄善繩、伴善男、安野豐道等人奉勅撰，述仁明天皇一代事，為六國史之第四部。始於天長10年2月28日（833年3月26日）受禪，止於嘉祥3年3月25日（850年5月14日）大葬，詳述天皇動靜記錄，是平安時代由天子親政至攝關政治轉換期的基本史料。

## 概要
《日本文德天皇實錄》卷7：「齊衡二年二月丁卯【十七日】（855年3月13日），詔右大臣正二位兼行左近衛大將藤原朝臣良房、參議從三位兼行中宮大夫讚岐守伴宿禰善男、從四位下行刑部大輔春澄朝臣善繩、正六位上行少外記安野宿禰豐道等修國史。」而《續日本後紀》序云：「未編簡牘，恐或湮淪。爰詔太政大臣從一位臣藤原朝臣良房、右大臣從二位兼行左近衛大將臣藤原朝臣良相、大納言從三位民部卿兼太皇太后宮大夫臣伴宿禰善男、參議正四位下行民部大輔臣春澄朝臣善繩、散位從五位下臣縣犬養大宿禰貞守等，因循故實，令以撰修。」有藤原良房弟良相、縣犬養貞守之名，無安野豐道。坂本太郎以為藤原良房晉任太政大臣後，未實際參與修史，所以由右大臣良相領其務；安野豐道則以天安元年1月14日（857年2月16日）除下總介，離少外記之任，故以縣犬養貞守繼之。
但是5人之中，伴善男因承天門之變，貞觀8年9月22日（866年11月7日）減死一等遠流伊豆國；縣犬養貞守於貞觀5年2月10日（863年3月7日）任駿河守離京；藤原良相亦於貞觀9年10月10日（867年11月13日）薨。所以貞觀11年8月14日（869年9月27日）書成上奏時，領銜的只有藤原良房、春澄善繩二人。
《續日本後紀》序：「夫尋常碎事，為其米鹽，或略棄而不收。至人君舉動，不論巨細，猶牢籠而載之矣。」所以採錄力摒妖異瑣務，而詳於天皇舉止與宮中行事。同時多用子注，以補正文之所略。仁明天皇治世中，除承和之變外，沒有其他紛擾，時屬太平，故《續日本後紀》以20卷敘17年間事，平均1卷期間約10月左右，敘事較先前諸史為詳盡。《續日本後紀》名為《日本後紀》續編，實際上專述一朝之事，體例上已相當接近實錄，對後來《日本文德天皇實錄》、《日本三代實錄》的影響不小。
至於承和9年（842年）的承和之變，藤原良房實為主謀，而《續日本後紀》敘此，平鋪直述，於真相無所發明，所以有人認為這是藉此強調藤原氏廢立的正當性。

## 版本
遠藤慶太《平安勅撰史書研究》第三章『続日本後紀』の写本について，根據前人研究及《補訂版 国書総目録》（岩波書店、1989~91年）、國文學研究資料館編《古典籍総合目録》1~3（岩波書店、1990年）著錄，分析日本現存的寫本28種，而歸類為高柳光壽舊藏影寫大治寫本卷子本，與天文2~4年（1532年~1534年）三條西家寫本兩大系統。據每卷卷末識語（奧書）可知，這二本都是源於平安時代末期大治元年（1126年）書寫的大治寫本，大治寫本原本雖已無存，但是據高柳光壽本所存後人參校《類聚國史》等書的校記可知，已有不少傳寫節略與錯簡之處。三條西家寫本雖然就校記加以改正，但利用未竟完善，而三條西家寫本又是現存大多數寫本的祖本，對後世影響不小。
刻本方面，有寬文8年（1668年）本、寬政7年（1788年）覆刻寬文本（均為出雲寺刊），但是寬政本覆刻寬文本時不無訛字，所以後人校訂與排印時均以寬文本為主。活字排印本有新訂增補國史大系本（1933年），以接近三條西家寫本原型的谷森善臣舊藏本為底本，並參校他本；朝日新聞社本（1940年）則據寬文本為底本。

## 書誌情報
- 黑板勝美 編《新訂增補國史大系 卷3 日本後紀、續日本後紀、文徳天皇實錄》（吉川弘文館、2007年OD版） ISBN 978-4-642-04003-7

注釋、現代語譯
- 村岡良弼《續日本後紀纂詁》20卷（近藤出版部、1912年、日本國立國會圖書館近代デジタルライブラリー閱覽可能）
- 森田悌《續日本後紀 全現代語譯》上、下（講談社学術文庫、2010年） 上 ISBN 978-4-06-292014-8、下 ISBN 978-4-06-292015-5

## 腳注
1. ↑  坂本太郎《六国史》 252~253頁
2. ↑  坂本太郎《六国史》 254頁
3. ↑  坂本太郎《六国史》 258頁
4. ↑  藤原氏春宮坊帶刀伴健岑與橘逸勢謀反為由，廢太子恒貞親王，立藤原氏所出道康親王（後來的文德天皇）為東宮，以排斥朝廷他氏勢力。
5. ↑  遠藤慶太《平安勅撰史書研究》 第十一章 『続日本後紀』と承和の変 263~280頁
6. ↑  參照遠藤慶太《平安勅撰史書研究》 第四章 『続日本後紀』現行本文の問題点 99~119頁
7. ↑  坂本太郎《六国史》 272~275頁